# Hải âu mặt trắng
Hải âu mặt trắng (danh pháp hai phần: Calonectris leucomelas) là một loài chim sống chủ yếu ngoài biển khơi, có chiều dài cơ thể là 48 cm và sải cánh là 122 cm. Loài này sống ở Thái Bình Dương, làm tổ ở Nhật Bản và các đảo xa bờ của nước này. Sau khi sinh nở, chim hải âu mặt trắng sẽ di trú về phía nam nước Úc. Người ta cũng tìm thấy loài chim này ở ngoài khơi bờ biển Hoa Kỳ.
Hải âu mặt trắng chủ yếu ăn cá và mực ống. Chúng bám theo các tàu đánh cá đang đi đánh bắt các loài cá trổng.
Hải âu mặt trắng thích làm tổ trong các hốc ở vùng đồi núi nhiều cây cối.
Loài chim này rất đông đảo và phân bố rộng rãi, nhưng đôi khi chúng bị mắc vào lưới đánh cá hoặc bị mèo hay chuột cống ăn thịt. Vài nền văn hoá địa phương truyền thống còn bắt chim này.

## Hình ảnh

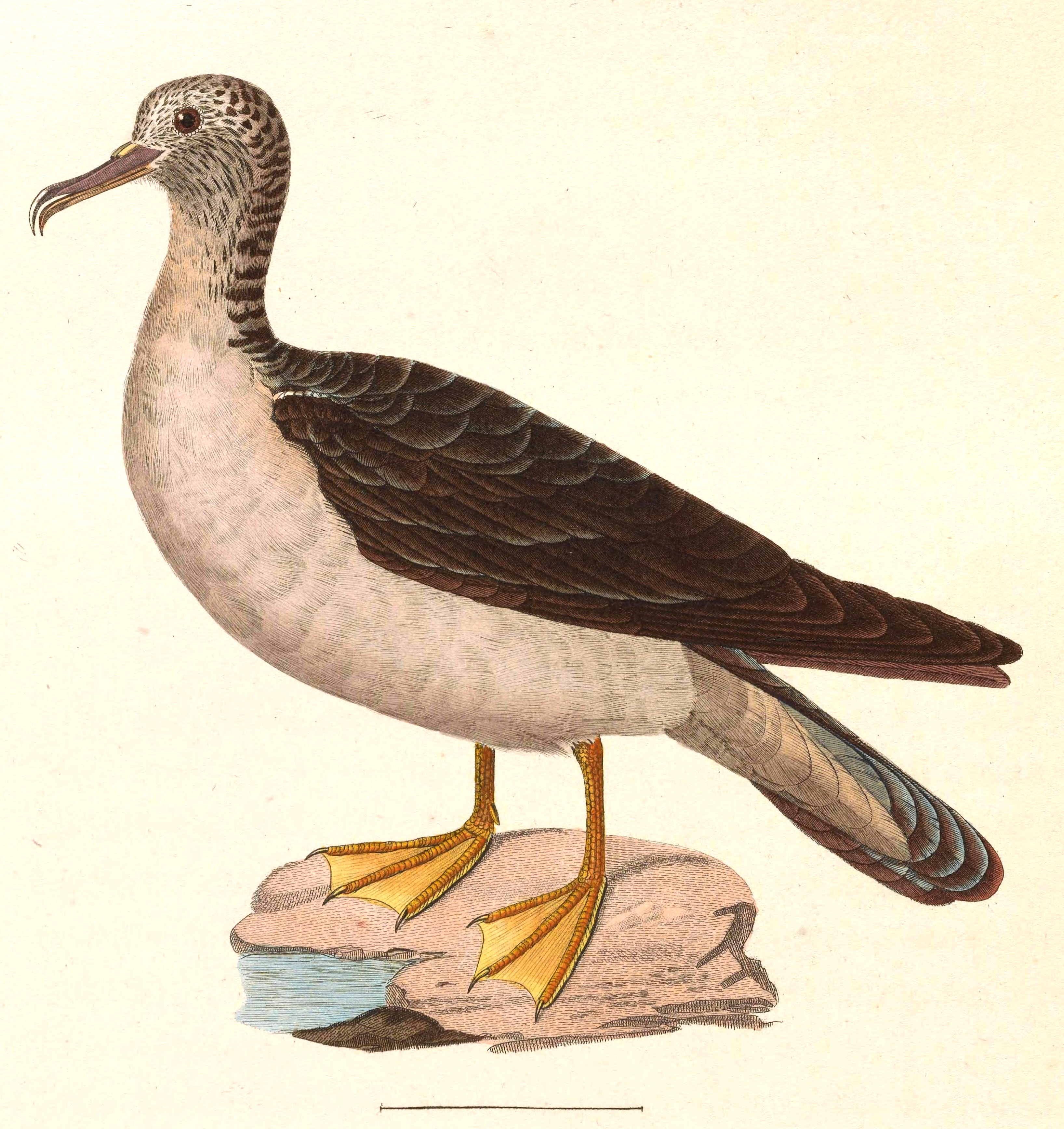